# Área de Conservação da Paisagem de Pangodi
A Área de Conservação da Paisagem de Pangodi é um parque natural localizado no Condado de Tartu, na Estónia.
A área do parque natural é de 383 hectares.
A área protegida foi fundada em 1957 para proteger o Parque Pikksaare e as colinas Palumäed perto do Lago Pangodi. Em 1964, as fronteiras foram do parque foram alargadas. Em 2001, a área protegida foi reformulada como área de conservação paisagística.